# Opuntia tehuantepecana
Opuntia tehuantepecana är en kaktusväxtart som först beskrevs av Bravo, och fick sitt nu gällande namn av Bravo. Opuntia tehuantepecana ingår i släktet fikonkaktusar, och familjen kaktusväxter. Inga underarter finns listade i Catalogue of Life.